# Католички лист
Католички лист је био црквено-пасторални недјељник који је издавала Загребачка надбискупија од 4. јануара 1877. до 3. маја 1945. године. Излазио је у Загребу.
Претходник овог листа, био је Загребачки католички лист (1851.-1876), који је штампан на старословенској ћирилици и латиници, док је Католички лист штампан само латиницом, а текстови су објављивани и на латинском, италијанском, француском и њемачком језику.
Додатак листу од 1910. до 1911. године је била Богословска смотра, која касније излазии самостално. У склопу овог листа, као прилог је излазила и Католичка акција.
Католички лист је учестало писао и о Јеврејима и јудаизму, углавном у негативном контексту.

## Уредници
Уредници су били: Јосип Риегер, Андрија Јагатић, Александар Шмит, Анте Бауер, Јосип Воловић, Стјепан Коренић, Владимир Рожман, Јосип Пазман, Светозар Ритиг, Фран Барац, Стјепан Бакшић, Јанко Обрешки, Никола Коларек, Стјепан Мојсес и Јеролим Малинар.